# Alison Knowles (Ruderin)
Alison Margaret Knowles (* 27. März 1982 in Bournemouth) ist eine ehemalige britische Ruderin.

## Sportliche Karriere
Alison Knowles belegte 2003 den sechsten Platz im Vierer ohne Steuerfrau bei den U23-Weltmeisterschaften. 2004 gewann sie die Goldmedaille zusammen mit Natasha Page, Beth Rodford und Anna Bebington.
2005 trat Knowles im Ruder-Weltcup im Zweier ohne Steuerfrau, im Vierer ohne Steuerfrau und im Achter an. Bei den Weltmeisterschaften 2005 belegte sie mit dem Achter den fünften Platz. Im Jahr darauf verpasste der britische Achter bei den Weltmeisterschaften vor heimischem Publikum in Eton das A-Finale und belegte nur den achten Platz. 2007 erreichte der Achter das Finale bei den Weltmeisterschaften in München und gewann die Bronzemedaille hinter den Booten aus den Vereinigten Staaten und aus Rumänien. Bei ihrer einzigen Olympiateilnahme 2008 in Peking wurde Knowles nur in Vor- und Hoffnungslauf eingesetzt, beim fünften Platz im Finale war sie nicht dabei.
Ebenfalls auf den fünften Platz fuhr der britische Achter bei den Weltmeisterschaften 2009, diesmal war Knowles auch im Finale beteiligt. Bei den Weltmeisterschaften 2010 folgte der vierte Platz. Wie 2007 gewann der britische Achter auch im vorolympischen Jahr 2011 Bronze bei den Weltmeisterschaften. Danach endete die internationale Karriere der 1,87 m großen Ruderin.